# スペースマン (映画)
『スペースマン』（原題：Spaceman）は、2024年制作のアメリカ合衆国のSF映画。
チェコの作家ヤロスラフ・カルファシュ原作の『ボヘミアの宇宙飛行士』（Spaceman of Bohemia）の映画化。ヨハン・レンク監督、アダム・サンドラー、キャリー・マリガンらが出演。2024年3月1日よりNetflixで配信。

## あらすじ
チェコの宇宙飛行士ヤクブは妊娠中の妻レンカを地球に残し、太陽系の果てでたった1人で調査任務に臨んでいた。孤独のためにやや精神的な限界も感じていたヤクブは、地球に戻る頃には夫婦関係が終わりを迎えてしまうのではないかと不安に駆られるようになっていく。
そんなある日、ヤクブは宇宙船内で“ハヌーシュ”なる、巨大なクモのような生物を発見する。ヤクブはハヌーシュが知的な宇宙生命体で、人間と意思疎通ができることを知る。ヤクブはハヌーシュと会話を重ねていくうちに、次第に友情のような関係が芽生え始める。そしてヤクブはハヌーシュの助けを借りて、レンカとの関係修復しようとする。

## キャスト
※括弧内は日本語吹替。
- ヤクブ：アダム・サンドラー（森川智之）
- レンカ：キャリー・マリガン（甲斐田裕子）
- ピーター：クナル・ネイヤー（高瀬右光）
- ズデナ：レナ・オリン（日野由利加）
- トゥマ長官：イザベラ・ロッセリーニ（久保田民絵）
- ハヌーシュの声：ポール・ダノ（浪川大輔）

その他の日本語吹替：砂田理子、斎藤寛仁、和優希、小若和郁那、鈴木崚汰、須川晶紀
日本語版制作スタッフ
演出：宇出喜美、翻訳：後藤紗綾香、調整：山本和利、制作進行：三宅愛、制作：東北新社